# Alhabia
Alhabia là một đô thị thuộc tỉnh Almería, in Tây Ban Nha. Đô thị này có diện tích 16 km², dân số năm 2005 là 692 người.

## Biến động dân số
| 1999 | 2000 | 2001 | 2002 | 2003 | 2004 | 2005 |
| ---- | ---- | ---- | ---- | ---- | ---- | ---- |
| 670  | 672  | 683  | 681  | 676  | 679  | 692  |

Nguồn: INE (Tây Ban Nha)